# Michał Ichnowski
Wacław Michał Hieronim Ichnowski (ur. 27 września 1857 w Radomiu, zm. 1915 w Krakowie) – polski malarz i rzeźbiarz.

## Biogram
Syn Franciszka — urzędnika skarbowego i Pauliny Schmidt. Ukończył gimnazjum miejskie w Radomiu, a w 1878 studiował w Akademii Sztuk Pięknych w Krakowie, za znakomite wyniki w nauce w 1881 przyznano mu stypendium im. Henryka Siemiradzkiego, które umożliwiło mu wyjazd do Wiednia na kontynuację nauki. Z Wiednia przeniósł się do Monachium, a następnie powrócił do Krakowa, gdzie po ukończeniu nauki osiadł na stałe. Ożenił się Marią Broczkowską. Od 1883 do 1901 wystawiał w Towarzystwie Przyjaciół Sztuk Pięknych, ponownie wystawił z tym Towarzystwem w 1910. Pewną część dzieł sygnował swoim pseudonimem artystycznym Michał Domrad.
Był twórcą malarstwa portretowego, malował również pejzaże, alegorie oraz obrazy o treści sakralnej. Stosując pastel był twórcą wielu obrazów przedstawiających kobiety, ilustrował książki i był autorem pocztówek. Poza malarstwem zajmował się również rzeźbą, tworzył w terakocie i gipsie.
Pod koniec życia zarabiał projektując kartki pocztowe. Zmarł w nędzy, latem 1915 roku. Został pochowany na cmentarzu Rakowickim.